# Юнгрен, Йон
Йон Артур Юнгрен (швед. John Arthur Ljunggren; 9 сентября 1919, Forsheda, Йёнчёпинг — 13 января 2000, Q10716930?, Йёнчёпинг) — шведский легкоатлет (спортивная ходьба), чемпион и призёр чемпионатов Европы и летних Олимпийских игр, участник пяти Олимпиад.

## Карьера
На летних Олимпийских играх 1948 года в Лондоне Юнгрен стал олимпийским чемпионом в ходьбе на 50 км с результатом 4-41:52 с, опередив швейцарца Гастона Годеля (4-48:17 с) и британца Ллойда Джонсона (4-48:31 с). На летних Олимпийских играх 1952 года в Хельсинки на этой же дистанции он занял 9-е место (4-45:12,6 с).
На следующей летней Олимпиаде в Мельбурне Юнгрен выступал в ходьбе на 20 и 50 км. В первом виде он остался за чертой призёров, заняв 4-е место, а во втором — стал бронзовым призёром (4-35:02,0 с), уступив победителю новозеландцу Норману Риду (4-30:42,8 с) и второму призёру, советскому ходоку Евгению Маскинскову (4-32:57,0 с).
На летней Олимпиаде 1960 года в Риме швед стал 7-м в ходьбе на 20 км (1-37:59,0 с), а на дистанции 50 км завоевал олимпийское серебро (4-25:47,0 с), уступив британцу Дону Томпсону (4-25:30,0 с) и опередив итальянца Абдона Памича (4-27:55,4 с).
На своей последней Олимпиаде в Токио снова выступал на двух дистанциях. В ходьбе на 20 км он стал 19-м, а на дистанции 50 км занял 16-е место.

## Семья
Младший брат Йона Вернер Юнгрен также занимался спортивной ходьбой, был участником летней Олимпиады 1952 года.